# Acotango
Az Acotango egy Bolívia és Chile határán húzódó rétegvulkán csoport középső és legmagasabb tagja. A csoport Nevadoes de Quimsachata néven ismert és itt található még a Humarata és a Cerro Capurata. A csoport észak-dél irányban húzodik végig. A vulkán erősen erodálódott, de az északi oldalán található lávafolyás morfológiailag még fiatal. Ez arra utal, hogy az Acotango a holocénben aktív volt.